# Arba Minč
Arba Minč (Ganta Garo) je mesto in ločen okraj (voreda) v južnem delu Etiopije. Arba Minch pomeni '40 izvirov', izvira iz prisotnosti več kot 40 izvirov. Je v območju Gamo v regiji Narodna regija jugozahodne Etiopije, približno 500 kilometrov južno od Adis Abebe, na nadmorski višini 1285 metrov. Je največje mesto v coni Gamo. Obdaja ga Arba Minč Zuria woreda. To mesto ima veliko naravnih danosti, vključno z božjim mostom, krokodiljim rančem, krokodiljo tržnico, različnim sadjem in zelenjavo, različnimi ribami, gojenimi iz jezer Čamo in Abaja, več kot 40 izviri, različnimi žiti in pridelki. Zaradi tega je mesto ena izmed turističnih destinacij v Etiopiji, ki obsega narodni park Nečisar, kjer živijo raznolike prostoživeče živali in rastlinske vrste v državi.

## Pregled
Arba Minč je dobil ime po obilnih lokalnih izvirih, ki proizvajajo podtalnico. Arba Minč, ki je ob vznožju zahodne strani Velikega tektonskega jarka, sestavljajo zgornje mestno upravno središče Šeča in 4 kilometre stran središče komercialnih in stanovanjskih območij Sikela, ki sta povezana z asfaltirano cesto. Na vzhodni strani Sikele so vrata v narodni park Nečisar, ki pokriva ožino med jezerom Abaja na severu in jezerom Čamo na jugu. Avtobusi in taksiji povezujejo gornje in središče mesta; oba dela imata šole. Reka Kulfo teče skozi mesto in se izliva v jezero Čamo.

## Zgodovina
Arba Minč je v zgodnjih 1960-ih ustanovil Fitawrari Aemeroselasie Abebe na območju, lokalno znanem kot Ganta Garo. Ganta Garo v jeziku Gamo Ganta dere pomeni deželo, v kateri je vsega v izobilju, na voljo tako ljudem kot živalim. Mesto je nasledilo Čenčo kot glavno mesto province Gamu-Gofa. Ustno izročilo pravi, da se je moral Fitawrari Aemiro Selassie Abebe boriti z uglednimi osebnostmi Čenča (Aba Gaga), da bi preselil prestolnico iz Čenče v Arba Minč (Ganta Garo). Eden od razlogov, da je Aemiroselassie Abebe preselil provincialno središče je bil, da so si popotniki iz Gidole v Čenča vzeli odmor po dolgem, vročem prečkanju sušnega območja doline tektonskega jarka. To je bilo zato, ker ima Arba Minč veliko rekreacijskih površin. Zgrajene so bile ceste, ki povezujejo novo mesto s Sodom in tako Arba Minč naredijo le en dan vožnje po cesti do prestolnice Adis Abebe. Telefonska linija, ki je mesto povezovala s prestolnico in je stala 250.000 E$, je bila odprta 15. julija 1967.
Arba Minč je prej služil kot glavno mesto province Gamo Gofa (Gamo Gofa Teklay Gizat), cone Severni Omo (Semen Omo), Kilil 9 (regija 9), cone Gamo Gofa, zdaj pa je glavno mesto cone Gamo.
Norveška luteranska misija je leta 1970 odprla postajo v Arba Minču, ki je vključevala trgovsko šolo; delovanje šole je pozneje prevzela cerkev Mekane Jesus. Na začetku etiopske revolucije so v mestu potekale javne demonstracije in 28. marca 1974 so bili v spopadih s policijo ubiti štirje ljudje. Po revoluciji so zasebne plantaže spremenili v državne kmetije.
193 milijonov birr vredna tekstilna tovarna Arba Minč je bila odprta 6. maja 1992 v prisotnosti etiopskega premierja Tamirata Lajna. Tovarna naj bi proizvajala poliester, pomešan z bombažno sivimi tkaninami. Po podatkih Urada za finance in gospodarski razvoj SNNPR od leta 2003 druge ugodnosti v Arba Minču vključujejo poštne storitve, 24-urno električno napeljavo, banko in bolnišnico. Maja 2010 je Etiopska uprava za ceste oddala pogodbo v vrednosti 563 milijonov E$ gradbenemu podjetju Brehane Hagos za izgradnjo ceste v dolžini 60 kilometrov od tega mesta do Belte. 
Vojska Združenih držav je upravljala objekt v Arba Minču od leta 2011 do septembra 2015. Objekt je služil kot baza za več brezpilotnih letalnikov General Atomics MQ-9 Reaper.

## Demografija
Na podlagi popisa prebivalstva leta 2007, ki ga je izvedla CSA, ima to mesto skupno 74.879 prebivalcev, od tega 39.208 moških in 35.671 žensk. Večina prebivalcev je prakticirala etiopsko pravoslavno krščanstvo, pri čemer je 56,04 % prebivalstva poročalo o tem prepričanju, 38,47 % je bilo protestantov in 4,16 % muslimanov.
Nacionalni popis leta 1994 je poročal, da je imelo to mesto skupno 40.020 prebivalcev, od tega 20.096 moških in 19.924 žensk.

## Dogodki
Arba Minč je prizorišče tradicionalnega letnega festivala Tisoč zvezd glasbe in plesa, ki si prizadeva za ohranjanje in razvoj avtohtonih plesov, pesmi, umetnosti in kulture več kot 50 narodov in narodnosti Regionalne države Južne Etiopije. Festival organizira lokalna organizacija Gughe, združenje za staroselsko umetnost in glasbo, ob finančni podpori ameriške organizacije The Christensen Fund iz Palo Alta v Kaliforniji.